# Церюта, Роман Станиславович
Рома́н Станисла́вович Церю́та (1 ноября 1982, Горячеводский, Ставропольский край) — российский футболист, защитник.

## Карьера
Играть начал в 1997 году в пятигорскском «Машуке», выступавшем в зоне «Юг» Второго дивизиона. В 1998 году перешёл в волгоградскую «Олимпию». В 2002 сыграл за «Сатурн-REN TV» 4 игры в премьер-лиге, в 2002—2003 играл также за резервный состав подмосковного клуба. В 2003 был приглашён на селекционный сбор «Кубани», который начался 10 декабря, с игроком был подписан контракт и в 2004 Церюта сыграл 8 матчей в турнире дублёров и 1 встречу провёл в Кубке России. Второй круг 2004-го провёл в махачкалинском «Динамо». В 2005 году вернулся в «Краснодар-2000», отыграв первый круг, перешёл в «Амур» из Благовещенска. В 2006 игрок «Балтики», за которую сыграл 31 игру в первенстве России в Первом дивизионе.
В августе 2007 года перешёл в петербургский клуб «Динамо» из команды Первого дивизиона «Машук-КМВ». С 22 августа 2008 по 2009 год был вновь игроком клуба «Краснодар-2000». В начале 2010 года перешёл в омский «Иртыш», 10 сентября 2010 г. по обоюдному согласию сторон договор был расторгнут. Предпосылкой решению стал букмекерский скандал: Церюта делал ставки на игры своего клуба. 13 октября 2010 г. Комитет по этике РФС за участие в футбольном тотализаторе оштрафовал Церюту на сумму в размере 10 тысяч рублей. Также ему запретили «участвовать в любой деятельности, связанной с футболом, на 1 год условно, с учётом смягчающих обстоятельств».
В 2018 году выступал в составе фарм-клуба «Кубань Холдинга» из Павловской команды «Кубань Холдинг-2».